# Cantopelopia gesta
Cantopelopia gesta är en tvåvingeart som beskrevs av Roback 1971. Cantopelopia gesta ingår i släktet Cantopelopia och familjen fjädermyggor. Inga underarter finns listade i Catalogue of Life.